# Roketnice
Roketnice je potok v okrese Brno-venkov v Jihomoravském kraji, levý přítok Říčky. Je podle něj nazván místní svazek obcí Sdružení obcí Roketnice.

## Průběh toku
Pramení v Drahanské vrchovině severně od Pozořic a teče nejprve na jihozápad. Pod Mokerskou nádrží je asi 750 m toku pod areálem cementárny Mokrá zatrubněno. Tok pokračuje okolo Mokré-Horákova, kde přijímá zprava přítok z údolí a obrací se k jihu. Protéká Velaticemi, okolo Rohlenky a podél Jiříkovic. Za nimi se stáčí opět k jihozápadu, napájí Ponětovický rybník a pod Ponětovicemi se vlévá zleva do Říčky, která se od tohoto místa lokálně nazývá též Zlatý potok.